# HD 16955
HD 16955，又名BD+25 441，SAO 75539、HR 803，是一颗恒星，视星等为6.35，位于銀經152.53，銀緯-30.69，其B1900.0坐标为赤經2h 38m 2.9s，赤緯+25° -30.69′ 47″。